# ماكسيميليان دي شودوار

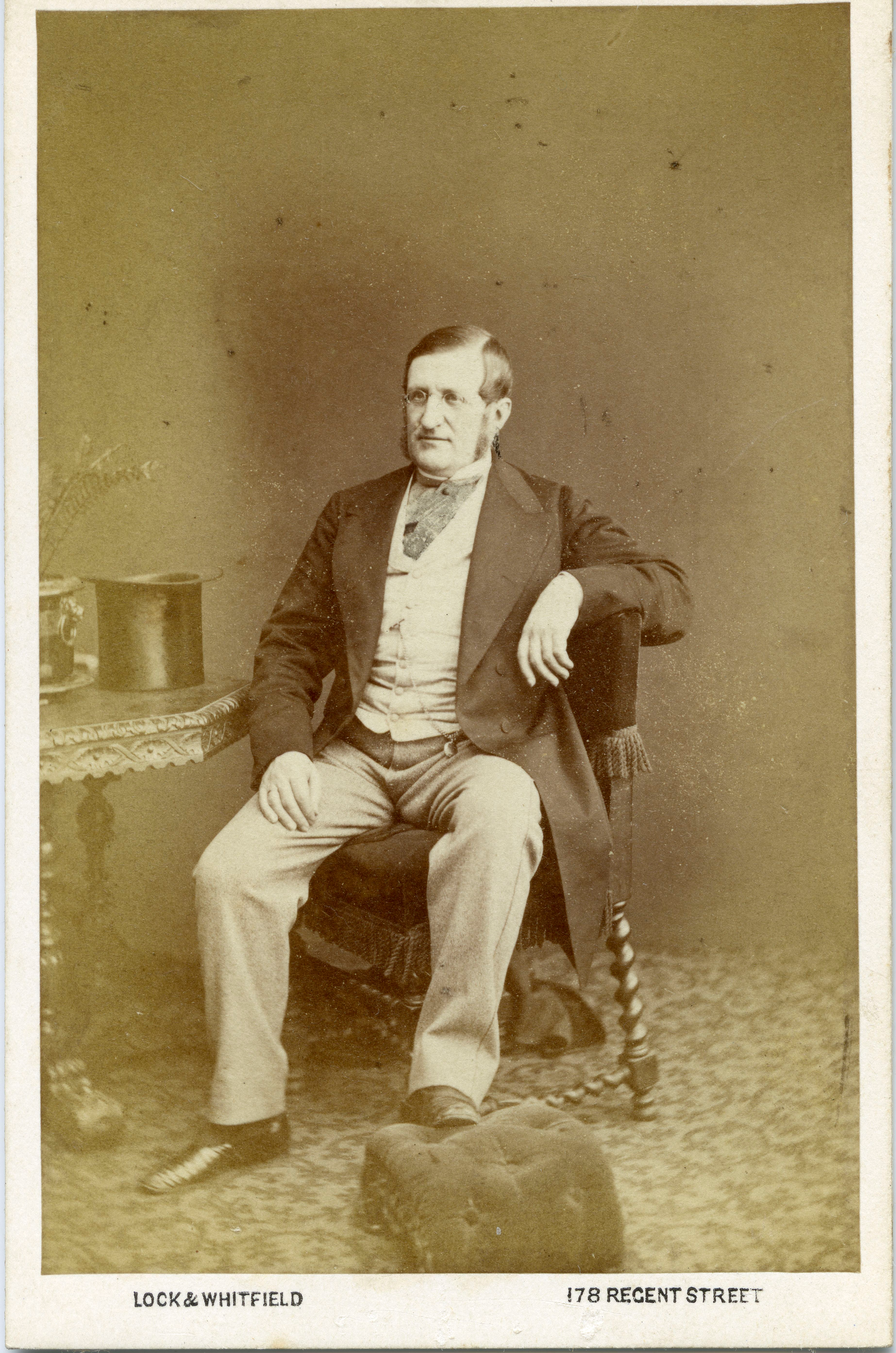
بطاقة زيارة، حوالي عام 1865

ماكسيميليان شودوار، أو ماكسيميليان، البارون دي شودوار (بالفرنسية: Maximilien Chaudoir) (12 سبتمبر 1816، إيفنيتسيا، قرب جيتومير – 6 مايو 1881، أميلي لي بان)، هو عالم حشرات روسي.تخصّص في رتبة غمدية الأجنحة، وخصوصًا في فصيلة السلكوتيات.تُحفَظ عيناته من فصيلة الخنافس النمرية في المتحف الوطني للتاريخ الطبيعي في باريس.أما مجموعة السلكوتيات التي جمعها، فقد اشتراها شارل أوبرتور (1845–1924)، ثم أُهديت إلى المتحف نفسه.ألّف عملًا بعنوان مذكرة عن فصيلة السلكوتيات (بالفرنسية: Mémoire sur la famille des Carabiques) في ستة مجلدات بدءًا من عام 1848.

## النشأة والعمل
ولد شودوار في بلدة إيفنيتسيا، على بُعد نحو 30 كيلومترًا من مدينة جيتومير، ضمن الإمبراطورية الروسية. يُعتقد أن عائلته تنحدر من أصول بروتستانتية فرنسية أو بلجيكية، ويعتقد كذلك انها هاجرت بعد عام 1685. ويُعتقد أن الجذور الأحدث للعائلة تعود إلى أنطوان دي شودوار القادم من بولندا، والذي خدم ابنه في بلاط الملك ستانيسواف أغسطس بونياتوفسكي حتى تنازله عن العرش عام 1795، ثم انتقل إلى بافاريا حيث نال ابن أنطوان دي شودوار لقب بارون وراثي من الملك ماكسيمليان الأول يوزف عام 1814.
تزوج ستانيسلاف (1790–1858)، والد ماكسيميليان، من أغلاي دي إرغيله، وكان ماكسيميليان ابنهما الوحيد. وكان ستانيسلاف جامعًا ثريًا للكتب والتحف، وقد تبرع بها لاحقًا إلى متحف الإرميتاج. توفيت والدة ماكسيميليان بعد ولادته، فربّته عمّته. وتولّى تعليمه الخصوصي المربّي جان وافر، الذي عرّفه على علم التاريخ الطبيعي والحشرات. وقد بدأ بجمع الخنافس الأرضيه منذ عام 1826.
أُرسل لدراسة القانون في جامعة دوربات الإمبراطورية تارتو، رغم عدم اهتمامه به، وذلك لأن عالم الحيوان يوهان فريدريش فون كان يُدرّس هناك. لكن يوهان فريدريش فون توفي قبل التحاق شودوار بالجامعة بأسابيع، فبدأ بدراسة مجموعات المتحف هناك. شجعه الكونت غوستاف دي مانرهايم، وفي عام 1834 سافر عبر ألمانيا حيث التقى بلويس شيفرولا في هامبورغ. انضم في السنة نفسها إلى الجمعية الفرنسية لعلم الحشرات، ثم انتقل إلى كييف وانضم إلى الجمعية الإمبراطورية لعلماء الطبيعة في موسكو عام 1837. وفي عام 1845، زار القرم وأبدى اهتمامًا بمنطقة القوقاز.
انضم شودوار إلى جمعية الحشرات في شتشيتسين عام 1847. وفي 1848، اشترى مجموعة فالديرمان، وتبعها بشراء مجموعة من الخنافس الهيمالاياوية من الكابتن دبليو. إي. بويز عام 1850، ثم مجموعة غوري عام 1852.
تزوج من إليزابيث-أوغوستا بوكشانين في 28 فبراير 1856، ورُزقا بابنة وولد. توفيت ابنته ماري عام 1879 عن عمر 22 عامًا نتيجة إصابتها بالسل. توفي شودوار في 6 مايو 1881 إثر سكتة دماغية، ودُفن بجوار ابنته في مدفن العائلة في بلدة أميلي-بان-بالادا. توفيت زوجته في جيتومير عام 1896، وتوفي ابنهما دون أن يُنجب في عام 1919.
قبل وفاته، أتاح شودوار مجموعته لصديقه شارل أوبرتور، لتصل لاحقًا إلى المتحف الوطني للتاريخ الطبيعي في باريس.